# Влајковци
Влајковци су насеље у Србији у општини Брус у Расинском округу. Према попису из 2022. било је 355 становника.

## Историја
У месту су становници 1937. године сами подигли православну цркву и уз њу црквени дом. Храм је освештао епископ Николај Велимировић почетком јула те године. Исте године су честити Влајковчани самоиницијативно уредили војничко гробље из Првог светског рата. У гробљу су сахрањени погинули непријатељски аустроугарски и немачки војници, са неколико високих официра.

## Демографија
У насељу Влајковци живи 331 пунолетни становник, а просечна старост становништва износи 39,4 година (37,5 код мушкараца и 41,3 код жена). У насељу има 129 домаћинстава, а просечан број чланова по домаћинству је 3,39.
Ово насеље је великим делом насељено Србима (према попису из 2002. године), а у последња три пописа, примећен је пад у броју становника.
|             | \| Демографија[3] \| Демографија[3] \| Демографија[3] \| \| Година \| Становника \| Становника \| \| -------------- \| -------------- \| -------------- \| \| 1948. \| 533 \| \| \| 1953. \| 545 \| \| \| 1961. \| 535 \| \| \| 1971. \| 503 \| \| \| 1981. \| 472 \| \| \| 1991. \| 468 \| 437 \| \| 2002. \| 437 \| 465 \| \| 2011. \| 397 \| \| |            |
| Демографија | |            |
| Година      | Становника | Становника |
| 1948.       | 533 |            |
| 1953.       | 545 |            |
| 1961.       | 535 |            |
| 1971.       | 503 |            |
| 1981.       | 472 |            |
| 1991.       | 468 | 437        |
| 2002.       | 437 | 465        |
| 2011.       | 397 |            |

| Етнички састав према попису из 2002.‍ | Етнички састав према попису из 2002.‍ | Етнички састав према попису из 2002.‍ | Етнички састав према попису из 2002.‍ | Етнички састав према попису из 2002.‍ |
| ------------------------------------ | ------------------------------------ | ------------------------------------ | ------------------------------------ | ------------------------------------ |
|                                      |                                      |                                      |                                      |                                      |
| Срби                                 | Срби                                 |                                      | 435                                  | 99,54%                               |
| Македонци                            | Македонци                            |                                      | 1                                    | 0,22%                                |
| непознато                            | непознато                            |                                      | 0                                    | 0,0%                                 |

| Година пописа     | 1948. | 1953. | 1961. | 1971. | 1981. | 1991. | 2002. |
| ----------------- | ----- | ----- | ----- | ----- | ----- | ----- | ----- |
| Број домаћинстава | 72    | 70    | 84    | 109   | 113   | 113   | 129   |

| Број чланова      | 1  | 2  | 3  | 4  | 5  | 6  | 7 | 8 | 9 | 10 и више | Просек |
| ----------------- | -- | -- | -- | -- | -- | -- | - | - | - | --------- | ------ |
| Број домаћинстава | 26 | 24 | 16 | 30 | 11 | 15 | 6 | 1 | 0 | 0         | 3,39   |

| Пол    | Укупно | Неожењен/Неудата | Ожењен/Удата | Удовац/Удовица | Разведен/Разведена | Непознато |
| ------ | ------ | ---------------- | ------------ | -------------- | ------------------ | --------- |
| Мушки  | 167    | 45               | 112          | 10             | 0                  | 0         |
| Женски | 184    | 32               | 116          | 35             | 1                  | 0         |
| УКУПНО | 351    | 77               | 228          | 45             | 1                  | 0         |

| Пол    | Укупно                    | Пољопривреда, лов и шумарство | Рибарство                            | Вађење руде и камена | Прерађивачка индустрија       |
| ------ | ------------------------- | ----------------------------- | ------------------------------------ | -------------------- | ----------------------------- |
| Мушки  | 101                       | 44                            | 0                                    | 0                    | 28                            |
| Женски | 65                        | 33                            | 0                                    | 0                    | 14                            |
| УКУПНО | 166                       | 77                            | 0                                    | 0                    | 42                            |
| Пол    | Производња и снабдевање   | Грађевинарство                | Трговина                             | Хотели и ресторани   | Саобраћај, складиштење и везе |
| Мушки  | 2                         | 4                             | 4                                    | 4                    | 2                             |
| Женски | 0                         | 0                             | 5                                    | 5                    | 0                             |
| УКУПНО | 2                         | 4                             | 9                                    | 9                    | 2                             |
| Пол    | Финансијско посредовање   | Некретнине                    | Државна управа и одбрана             | Образовање           | Здравствени и социјални рад   |
| Мушки  | 0                         | 1                             | 2                                    | 2                    | 2                             |
| Женски | 0                         | 0                             | 3                                    | 3                    | 2                             |
| УКУПНО | 0                         | 1                             | 5                                    | 5                    | 4                             |
| Пол    | Остале услужне активности | Приватна домаћинства          | Екстериторијалне организације и тела | Непознато            | Непознато                     |
| Мушки  | 1                         | 0                             | 0                                    | 5                    | 5                             |
| Женски | 0                         | 0                             | 0                                    | 0                    | 0                             |
| УКУПНО | 1                         | 0                             | 0                                    | 5                    | 5                             |